# Jim Courier
James Spencer „Jim“ Courier, jr. (* 17. August 1970 in Sanford, Florida) ist ein ehemaliger US-amerikanischer Tennisspieler. Er gewann in seiner Karriere vier Grand-Slam-Titel im Einzel, er siegte jeweils zweimal bei den Australian- und French Open.

## Karriere
Courier gewann 1986 und 1987 in Miami den Orange Bowl, die inoffizielle Jugend-Weltmeisterschaft im Tennis. An der Seite von Jonathan Stark gewann er 1987 den Doppeltitel des Juniorenturniers der French Open, im Jahr darauf wurde er Tennisprofi. Seinen ersten Einzeltitel errang er 1989 in Basel durch einen Fünfsatzsieg über Stefan Edberg. Seine nächsten Titel holte er im März 1991 bei den direkt nacheinander stattfindenden Masters-Turnieren von Indian Wells und Key Biscayne. Bis 1998 errang er insgesamt 23 Einzeltitel. Zudem konnte er an der Seite von wechselnden Partnern sechs Doppeltitel gewinnen, darunter die Masters-Turniere von Hamburg, Indian Wells und das Kanada Masters. Er führte im Laufe seiner Karriere in Summe 58 Wochen die Weltrangliste an.
Seine besten Resultate bei Grand-Slam-Turnieren waren die Turniersiege bei den French Open 1991 und 1992 sowie bei den Australian Open 1992 und 1993. Bei den US Open und in Wimbledon erreichte er jeweils das Finale. Im Doppel stand er zweimal im Achtelfinale von Wimbledon.
Courier absolvierte zwischen 1991 und 1999 26 Einzel und eine Doppelpartie für die Davis-Cup-Mannschaft der Vereinigten Staaten. Seine Einzelstatistik war 17:10, sein einziges Doppel gewann er an der Seite von Todd Martin bei der Viertelfinalbegegnung gegen Belgien 1998. Seine größten Erfolge mit der Mannschaft waren die Titelgewinne 1992 und 1995, allerdings gab er im Finale 1995 gegen Russland beide Einzel gegen Jewgeni Kafelnikow und Andrei Tschesnokow ab. Dank der Siege von Pete Sampras im Einzel und im Doppel (mit Todd Martin) konnte der Titel errungen werden. Bei den Olympischen Spielen 1992 in Barcelona vertrat Courier die USA im Einzel und im Doppel. Er unterlag in der dritten Runde dem späteren Goldmedaillen-Gewinner Marc Rosset, im Doppel scheiterte er zusammen mit Pete Sampras in der zweiten Runde an Jordi Arrese und Emilio Sánchez.
Courier, dessen Markenzeichen die Baseballcap war, die er bei jedem Match trug, trat im Jahr 2000 vom Profisport zurück. Seitdem ist er als Kommentator für verschiedene Fernsehsender wie NBC Sports und USA Network tätig. 2005 wurde Jim Courier in die International Tennis Hall of Fame aufgenommen.

## Erfolge
| Legende                           |
| Grand Slam (4)                    |
| Tennis Masters Cup                |
| ATP Masters Series (8)            |
| ATP International Series Gold (5) |
| ATP International Series (12)     |
| ATP Challenger Tour (1)           |

### Einzel

#### Turniersiege

##### ATP Tour
| Nr. | Datum            | Turnier         | Belag         | Finalgegner        | Ergebnis                |
| --- | ---------------- | --------------- | ------------- | ------------------ | ----------------------- |
| 1.  | 9. Oktober 1989  | Basel           | Hartplatz (i) | Stefan Edberg      | 7:6, 3:6, 2:6, 6:0, 7:5 |
| 2.  | 11. März 1991    | Indian Wells    | Hartplatz     | Guy Forget         | 4:6, 6:3, 4:6, 6:3, 7:6 |
| 3.  | 25. März 1991    | Key Biscayne    | Hartplatz     | David Wheaton      | 4:6, 6:3, 6:4           |
| 4.  | 10. Juni 1991    | French Open     | Sand          | Andre Agassi       | 3:6, 6:4, 2:6, 6:1, 6:4 |
| 5.  | 27. Januar 1992  | Australian Open | Hartplatz     | Stefan Edberg      | 6:3, 3:6, 6:4, 6:2      |
| 6.  | 13. April 1992   | Tokio           | Hartplatz     | Richard Krajicek   | 6:4, 6:4, 7:6           |
| 7.  | 20. April 1992   | Hongkong        | Hartplatz     | Michael Chang      | 7:5, 6:3                |
| 8.  | 18. Mai 1992     | Rom             | Sand          | Carlos Costa       | 7:6, 6:0, 6:4           |
| 9.  | 8. Juni 1992     | French Open     | Sand          | Petr Korda         | 7:5, 6:2, 6:1           |
| 10. | 1. Februar 1993  | Australian Open | Hartplatz     | Stefan Edberg      | 6:2, 6:1, 2:6, 7:5      |
| 11. | 15. Februar 1993 | Memphis         | Hartplatz (i) | Todd Martin        | 5:7, 7:6, 7:6           |
| 12. | 8. März 1993     | Indian Wells    | Hartplatz     | Wayne Ferreira     | 6:3, 6:3, 6:1           |
| 13. | 17. Mai 1993     | Rom             | Sand          | Goran Ivanišević   | 6:1, 6:2, 6:2           |
| 14. | 23. August 1993  | Indianapolis    | Hartplatz     | Boris Becker       | 7:5, 6:3                |
| 15. | 9. Januar 1995   | Adelaide        | Hartplatz     | Arnaud Boetsch     | 6:2, 7:5                |
| 16. | 6. März 1995     | Scottsdale      | Hartplatz     | Mark Philippoussis | 7:6, 6:4                |
| 17. | 17. April 1995   | Tokio           | Hartplatz     | Andre Agassi       | 6:4, 6:3                |
| 18. | 2. Oktober 1995  | Basel           | Hartplatz (i) | Jan Siemerink      | 6:7, 7:6, 5:7, 6:2, 7:5 |
| 19. | 4. März 1996     | Philadelphia    | Teppich (i)   | Chris Woodruff     | 6:4, 6:3                |
| 20. | 6. Januar 1997   | Doha            | Hartplatz     | Tim Henman         | 7:5, 6:75, 6:2          |
| 21. | 28. Juli 1997    | Los Angeles     | Hartplatz     | Thomas Enqvist     | 6:4, 6:4                |
| 22. | 6. Oktober 1997  | Peking          | Hartplatz     | Magnus Gustafsson  | 7:6, 3:6, 6:3           |
| 23. | 27. April 1998   | Orlando         | Sand          | Michael Chang      | 7:5, 3:6, 7:5           |

##### Challenger Tour
| Nr. | Datum           | Turnier      | Belag | Finalgegner   | Ergebnis |
| --- | --------------- | ------------ | ----- | ------------- | -------- |
| 1.  | 18. Januar 1988 | Viña del Mar | Sand  | Lawson Duncan | 6:1, 6:1 |

#### Finalteilnahmen
| Nr. | Datum             | Turnier           | Belag         | Finalgegner         | Ergebnis                |
| --- | ----------------- | ----------------- | ------------- | ------------------- | ----------------------- |
| 1.  | 9. September 1991 | US Open           | Hartplatz     | Stefan Edberg       | 2:6, 4:6, 0:6           |
| 2.  | 12. November 1991 | Frankfurt am Main | Teppich (i)   | Pete Sampras        | 6:3, 6:7, 3:6, 4:6      |
| 3.  | 3. Februar 1992   | San Francisco     | Hartplatz (i) | Michael Chang       | 3:6, 3:6                |
| 4.  | 16. Februar 1992  | Brüssel           | Teppich       | Boris Becker        | 7:6, 6:2, 6:7, 6:7, 5:7 |
| 5.  | 17. August 1992   | Indianapolis      | Hartplatz     | Pete Sampras        | 4:6, 4:6                |
| 6.  | 22. November 1992 | Frankfurt am Main | Teppich       | Boris Becker        | 4:6, 3:6, 5:7           |
| 7.  | 12. April 1993    | Hongkong          | Hartplatz     | Pete Sampras        | 3:6, 7:6, 6:7           |
| 8.  | 24. Mai 1993      | French Open       | Sand          | Sergi Bruguera      | 4:6, 6:2, 2:6, 6:3, 3:6 |
| 9.  | 21. Juni 1993     | Wimbledon         | Rasen         | Pete Sampras        | 6:7, 6:7, 6:3, 3:6      |
| 10. | 17. April 1994    | Nizza             | Sand          | Alberto Berasategui | 4:6, 2:6                |
| 11. | 24. Oktober 1994  | Lyon              | Teppich       | Marc Rosset         | 4:6, 6:7                |
| 12. | 2. Oktober 1995   | Toulouse          | Hartplatz     | Arnaud Boetsch      | 4:6, 7:65, 0:6          |
| 13. | 21. Februar 1999  | Memphis           | Hartplatz     | Tommy Haas          | 4:6, 1:6                |

### Doppel

#### Turniersiege
| Nr. | Datum          | Turnier      | Belag     | Partner         | Finalgegner                    | Ergebnis      |
| --- | -------------- | ------------ | --------- | --------------- | ------------------------------ | ------------- |
| 1.  | 22. Mai 1989   | Rom          | Sand      | Pete Sampras    | Danilo Marcelino Mauro Menezes | 6:4, 6:3      |
| 2.  | 14. Mai 1990   | Hamburg      | Sand      | Sergi Bruguera  | Udo Riglewski Michael Stich    | 7:6, 6:2      |
| 3.  | 11. März 1991  | Indian Wells | Hartplatz | Javier Sánchez  | Guy Forget Henri Leconte       | 7:6, 3:6, 6:3 |
| 4.  | 19. April 1993 | Montreal     | Hartplatz | Mark Knowles    | Glenn Michibata David Pate     | 6:4, 7:6      |
| 5.  | 9. Januar 1995 | Adelaide     | Hartplatz | Patrick Rafter  | Byron Black Grant Connell      | 7:6, 6:4      |
| 6.  | 26. April 1999 | Houston      | Sand      | Todd Woodbridge | Bob Bryan Mike Bryan           | 7:6, 6:4      |

#### Finalteilnahmen
| Nr. | Datum           | Turnier      | Belag         | Doppelpartner     | Finalgegner                      | Ergebnis      |
| --- | --------------- | ------------ | ------------- | ----------------- | -------------------------------- | ------------- |
| 1.  | 8. Mai 1989     | Forest Hills | Sand          | Pete Sampras      | Rick Leach Jim Pugh              | 4:6, 2:6      |
| 2.  | 14. Mai 1990    | Rom          | Sand          | Marty Davis       | Sergio Casal Emilio Sánchez      | 6:7, 5:7      |
| 3.  | 4. April 1994   | Barcelona    | Sand          | Javier Sánchez    | Jewgeni Kafelnikow David Rikl    | 7:5, 1:6, 4:6 |
| 4.  | 5. Oktober 1997 | Peking       | Hartplatz (i) | Alex O’Brien      | Mahesh Bhupathi Leander Paes     | 5:7, 6:7      |
| 5.  | 11. Januar 1999 | Adelaide     | Hartplatz     | Patrick Galbraith | Gustavo Kuerten Nicolás Lapentti | 4:6, 4:6      |